# Jumbo (périodique)
Pour les articles homonymes, voir Jumbo.
Jumbo est un périodique de bande dessinée français publié de 1935 à 1944.

## Historique
Jumbo est créé par la Librairie Moderne le 9 février 1935. Durant les trois premières années, il y est publié des séries anglaises et italiennes plutôt mauvaises. C'est en publiant des bandes dessinées américaines à partie de 1938 qu'il décolle vraiment[réf. nécessaire]. Jumbo parvient à paraître pendant la guerre jusqu'au 12 novembre 1944.

## Publications

### Séries
- Agent Secret X-9
- Bronc Peeler
- Débrouillard et Tire-au-flanc
- Dick Fulmine
- Le Père Lacloche
- Pétard
- Raoul et Gaston
- Le Roi de la prairie

### Source primaire
- Jumbo sur Gallica.

### Documentation
- Jean-Jacques Gabut, L'Âge d'or de la BD : Les journaux illustrés 1934-1944, Bagneux, Catleya Éditions, novembre 2001, 188 p. (ISBN 2-913191-07-X), p. 98 et 99.
- Claude Guillot, « Jumbo », Le Collectionneur de bandes dessinées, no 66,‎ 1991, p. 10-23.